# Nehela conspicua
Nehela conspicua är en insektsart som beskrevs av William Lucas Distant 1917. Nehela conspicua ingår i släktet Nehela och familjen dvärgstritar. Inga underarter finns listade i Catalogue of Life.